# Roberta Dapunt
Roberta Dapunt (Val Badia, 1970) è una poetessa italiana.

## Biografia
Roberta Dapunt è nata nel 1970 a Badia, dove vive e lavora. 
Dopo aver pubblicato in maniera privata due plaquette di versi: OscuraMente nel 1993 e La carezzata mela nel 1999, ha poi dato alle stampe la raccolta poetica La terra più del paradiso nel 2008 alla quale sono seguite altre tre raccolte.
Moglie dello scultore Lois Anvidalfarei, oltre all'italiano ha utilizzato nelle sue opere la lingua ladina.

## Opere

### Plaquette
- OscuraMente, 1993
- La carezzata mela, 1999

### Raccolte poetiche
- La terra più del paradiso, Torino, Einaudi, 2008 Collezione di poesia N.369 ISBN 978-88-06-18583-1.
- Le beatitudini della malattia, Torino, Einaudi, 2013 Collezione di poesia N.416 ISBN 978-88-06-20880-6.
- Nauz: versi ladini, Rovigo, Il ponte del sale, 2017 ISBN 978-88-89615-73-7.
- Sincope, Torino, Einaudi, 2018 Collezione di poesia N.453 ISBN 978-88-06-22945-0. Premio Viareggio Poesia;[4]

### Curatele
- Nirgendwo: in nessun luogo, di Georg Paulmichl, Vienna - Bolzano, Folio, 2011 ISBN 9783852565798.